# Stutfall Castle
Stutfall Castle (ook: Studfall Castle of the fort at Lympne) is de ruïne van een Romeins kustfort in het Engelse graafschap Kent, daterend uit de 3e eeuw n.Chr. De ruïne ligt op een heuvel en beschermde de haven van Portus Lemanis. De naam is afkomstig van de Saksische benaming 'Stout Wall'.
Het fort is waarschijnlijk rond 270 gebouwd als onderdeel van de Litus Saxonicum. In de Romeinse tijd lag de kustlijn dichter bij de heuvel. Waar nu de Romney Marsh ligt, was destijds de natuurlijke haven van Portus Lemanis, een van de beginpunten van de hoofdweg naar Canterbury. Deze haven werd begin 3e eeuw genoemd in de Itinerarium Antonini en mogelijk was er in de omgeving toen ook al sprake van een militaire aanwezigheid, hetgeen onder andere blijkt uit de spolia in de muren van Stutfall Castle.
Uit vondsten van munten en potten komt naar voren dat het fort rond 350 door het Romeinse leger is verlaten. De Notitia Dignitatum vermeldt nog wel de aanwezigheid van een legereenheid in 395, maar er wordt getwijfeld aan de juistheid van deze vermelding. Het fort had last van erosie door de nabijgelegen zee, en dat kan verklaren waarom het fort later niet is hergebruikt door de Angelsaksen.
Stutfall Castle kent een zevenhoekig grondplan. Op de hoeken stonden halfronde torens. De muren waren circa 4,5 meter dik en 8 meter hoog. In de 15e eeuw raakten de restanten van het fort ernstig beschadigd door een aardverschuiving. Bij opgravingen in 1850 zijn de resten van een badhuis gevonden.
Ruim zeshonderd meter naar het noordoosten staat het middeleeuwse kasteel Lympne Castle.